# کنگره ترینامول
کنگره ترینامول (بنگالی: সর্বভারতীয় তৃণমূল কংগ্রেস) (Trinamool Congress) یکی از حزب‌های سیاسی هند است.
این حزب در سال ۲۰۰۴ میلادی بر پا شد و رهبر آن مامانتا بانرجی (Mamanta Banerjee) است.
این حزب نشریه‌ای به نام ترینامول منتشر می‌کند.
شاخه جوانان این حزب «کنگره جوانان نرینامول» نام دارد.
کنگره ترینامول ملی‌گرا در انتخابات مجلس ۲۰۰۴ حزب ۸ ۰۴۷ ۷۷۱ رای (۲٫۱٪، ۲ کرسی) دریافت کرد.